# Talaus oblitus
Talaus oblitus är en spindelart som beskrevs av O. Pickard-Cambridge 1899. Talaus oblitus ingår i släktet Talaus och familjen krabbspindlar.
Artens utbredningsområde är Sri Lanka. Inga underarter finns listade i Catalogue of Life.